# Centre d'instruction de la guerre dans la jungle
Pour les articles homonymes, voir CIGS.
Le Centro de Instrução de Guerra Na Selva (CIGS, Centre d'instruction de la guerre dans la jungle) est un centre de formation militaire de l'armée de terre brésilienne consacré au combat dans la jungle. Situé à Manaus, dans l'Amazonie, c'est un centre important d'enseignement de la guerre contre-insurrectionnelle, créé en mars 1964 par le décret présidentiel 53.649 du maréchal Castelo Branco, chef de la junte militaire. Il se donne comme mission la « diffusion de la mystique du guerrier de la jungle ». Il a formé de nombreux officiers étrangers. Le centre se targue aussi de former la conscience citoyenne pour la défense de l'environnement et collabore à la recherche scientifique, par exemple à l'entomologie.

## Histoire
Le Centre a été créé le 2 mars 1964 par des officiers formés au Jungle Operations Training Center de Fort Sherman (en) au Panama, (créé en 1951) et formés également aux États-Unis[réf. nécessaire],. Il est en activité depuis le 19 novembre 1966. Son premier commandant est le colonel Art Jorge Teixeira de Oliveira (1921-1987), alors officier d'artillerie, entraîné à l'Académie militaire brésilienne (Academia Militar das Agulhas Negras) . Le Centre entraîne des soldats de la Brigada de Infantaria Pára-quedista do Rio de Janeiro (en) (Brigade d'infanterie parachutiste de Rio de Janeiro).
À sa création en 1964, souligne Marie-Monique Robin, « il n'y a au Brésil ni guérilla ni mouvement armé de gauche, ceux-ci naissant bien après le coup d'État de 1964, en réaction précisément à la dictature militaire ». Historiquement, après l'échec de la mutinerie des militaires brésiliens communistes de 1935, les premiers militants brésiliens des Ligues paysannes s'entraînent militairement à Cuba à partir de juillet 1961. L'accident du vol 810 de la Varig du 27 novembre 1962 évente les liens entre la guerilla brésilienne et le régime cubain.
Selon la journaliste Marie-Monique Robin :
« Il est fort probable que les concepteurs de l'école de Manaus se soient aussi inspirés du Centre d'instruction à la pacification et à la contre-guérilla d'Arzew, qui fut (…) un lieu de formation privilégié des officiers étrangers pendant la guerre d'Algérie, et notamment des militaires portugais, lesquels, pour des raisons autant historiques que linguistiques, ont toujours maintenu des relations étroites avec leurs homologues brésiliens. »
toutefois cette hypothèse, les liens entre les stagiaires portugais du CIPCG d'Arzew et les concepteurs d'un Centre orientés vers le combat en zone de jungle ne sont pas historiquement établis à ce jour.
Sous la dictature d'Emílio Garrastazu Médici, le Centre prend le nom de Centro de Operações na Selva e Ações de Comandos (COSAC, Centre d'Opérations dans la Jungle et d'Actions de Commandos) de 1970 à 1978, avant de reprendre son nom initial de CIGS le 11 janvier 1978, à la fin du règne du général Ernesto Geisel, sa direction retournant au Régiment parachutiste de Rio. Il a été renommé Centre Coronel Jorge Teixeira en honneur de son fondateur le 7 décembre 1999.
En octobre 1969, le Centre propose trois stages : "A" pour les officiers supérieurs, "B" pour les capitaines et les lieutenants et "C" pour les sous-lieutenants et les sergents.
Nommé attaché militaire au Brésil en 1973, le général Paul Aussaresses y a donné, selon ses mots, des cours sur la bataille d'Alger. Paul Aussaresses parle du centre comme d'« une copie de Fort Bragg », le centre américain d'entraînement des forces spéciales. Selon ses informations, l'ambassadeur Michel Legendre, qui était son chef, était au courant de cette instruction. Paul Aussaresses y a formé, selon ses dires, « des officiers brésiliens, mais aussi chiliens, argentins, et vénézuéliens, car le centre était unique dans toute l'Amérique latine ». Il qualifie de « rumeur » l'information selon laquelle on y aurait enseigné la torture sur des prisonniers vivants.
Le premier chef de la DINA (la police politique de Pinochet), Manuel Contreras, affirme à Marie-Monique Robin avoir envoyé « tous les deux mois (…) des contingents de la DINA », au centre de Manaus, « pour qu'il les entraîne » : « Il fut aussi l'instructeur d'officiers brésiliens. Il travaillait surtout à l'École de renseignement de Brasilia, mais il allait régulièrement à Manaus ».
D'autres Français ont fréquenté le CIGS, dont, en 1974, le capitaine Bernard Legrand, du 2e régiment étranger de parachutistes, ou le colonel Thiebault, nommé en 2003 chef d'état-major du commandement de la Légion étrangère, le général Patrick Steiger, commandant la 9ème Brigade d'Infanterie de Marine ou encore des membres du 1er régiment de parachutistes d'infanterie de marine. Deux Bérets verts américains ont été diplômés du Centre en 2009 : ce sont les seuls soldats américains depuis 2002 à y avoir effectué un stage.
Selon le commandant Antonio Manoel de Barros, la moyenne est de 60 élèves par stage. Selon le site internet du Centre, ce dernier a formé 6 512 stagiaires, dont 561 de nations amies.

## Commandants du CIGS
Source: Ex-commandants, site officiel.
- 1965-1971: Col Art Jorge Texeira de Oliveira
- 1971-1973: Col Garrone
- 1974-1975: TC Sampaio Maia
- 1976-1977: Col Lana
- 1977-1979: Col Serra
- 1980-1981: TC Fregapani
- 1982-1983: Col Pedrozzo
- 1984-1985: Col Thaumaturgo
- 1986-1988: Col Munhoz
- 1988-1989: Col Bueno
- 1990-1991: Col Nilton Correa Lampert
- 1992-1993: Col Ademar Barros Moura
- 1994-1995: Lt-Col Luiz Roberto Fragoso Peret Antunes
- 1996-1997: Lt-Col Luiz Alberto Martins Bringel
- 1998-1999: Col Luiz Alberto Alves Rolla
- 2000-2001: Col Carlos César Araújo Lima
- 2002-2003: Col José Luiz Jaborandy Jr.
- 2004-2006: Col Gustavo de Souza Abreu
- 2007-2008: Col Antonio Manoel de Barros
- 2009-2010: Col George da Silva Divério
- 2011-2012: Col Edmundo Palaia Neto
- 2013-2014: Col Alfredo José Ferreira Dias[1]
- 2014-2017: Col Alcimar Marques de Araújo Martins
- 2017-2019: Col Nilton de Figueiredo Lampert[16]
- 2019-2020: Col Mário Flávio de Albuquerque Brayner[17]
- 2020-: Col Fábio Pinheiro Lustosa[18]